# ロヴァ・サキソフォン・カルテット
ロヴァ・サキソフォン・カルテット（Rova Saxophone Quartet）は、1977年10月に結成された、サンフランシスコを拠点とするアメリカのサクソフォーン・カルテット。
「ロヴァ」という名前は、創設メンバーであるジョン・ラスキン、ラリー・オクス、アンドリュー・ヴォイト、ブルース・アクリーの姓から頭文字を組み合わせたものである。1988年にヴォイトが脱退した後、スティーヴ・アダムスが後任となったが、グループは頭文字を変更しなかった。

## 音楽
カルテットの音楽は、ジョン・ケージ、ジョン・コルトレーン、オーネット・コールマン、アンソニー・ブラクストン、スティーヴ・レイシー、チャールズ・アイヴズ、エドガー・ヴァレーズ、オリヴィエ・メシアンなど、幅広い音楽家から影響を受けている。デビュー・アルバム『Cinema Rovaté』は、1978年にメタランゲージ・レコード（Metalanguage Records）からリリースされた。メタランゲージは1978年にヘンリー・カイザーとオクスによって設立された。メタランゲージはロヴァだけでなく多くのインディペンデント・アーティストを紹介し、1980年にはロヴァ・アーツ・フェスティバルを開催した。1983年のロヴァのソ連ツアーは録画され、PBSにて放映された。1985年には非営利団体となっている。

## 評価
『Penguin Guide to Jazz』は、ロヴァがオール・サックス・アンサンブルを「規則正しく、かつ概念的に幅広いユニット」へと発展させた功績を称え、その音楽を「スウィングに関する従来の概念を意図的に避け、音と空間の境界を探求することで生み出された、サックスの音色に満ちた宇宙……」と評している。
『Jazz: The Rough Guide』は、「非常に独創的で、折衷的で、実験精神に富んだロヴァは、1970年代後半のサックス・カルテット・ブーム期に登場したサックス・カルテットの中で、おそらく最もエキサイティングな存在と言えるでしょう」と述べている。

## ディスコグラフィ

### スタジオ・アルバム
- Cinema Rovaté (1978年、Metalanguage)
- The Bay (1979年、Ictus)
- The Removal of Secrecy (1979年、Metalanguage)
- Daredevils (1979年、Metalanguage)
- This, This, This, This (1980年、Moers)
- As Was (1981年、Metalanguage)
- 『ロヴァ・プレイズ・スティーヴ・レイシー』 - Favorite Street (1984年、Black Saint) ※Rova plays Lacy名義
- Saxophone Diplomacy (1985年、Hathut)
- The Crowd (1986年、Hathut)
- Beat Kennel (1987年、Black Saint)
- The Aggregate (1989年、Sound Aspects)
- Long on Logic (1990年、Sound Aspects)
- Electric Rags II (1990年、New Albion)
- This Time We Are Both (1991年)
- From the Bureau of Both (1993年、Black Saint)
- The Works Vol. 1 (1995年、Black Saint)
- The Works Vol. 2 (1996年、Black Saint)
- John Coltrane’s Ascension (1996年、Black Saint) ※Rova's 1995名義
- Ptow!! (1996年、Victo)
- Bingo (1998年、Victo)
- Morphological Echo (1998年、Rastascan)
- The Works Vol. 3 (1999年、Black Saint)
- Freedom in Fragments (1999年)
- Resistance (2002年、Victo)
- Electric Ascension (2005年、Atavistic)
- Totally Spinning (2006年、Black Saint)
- The Mirror World (2006年、Metalanguage)
- Juke Box Suite (2007年、Not Two)
- Planetary (2010年、Solyd)
- The Celestial Septet (2011年、New World) ※with ネルス・クライン・シンガーズ
- The Receiving Surfaces (2011年、Metalanguage) ※限定盤LP。ジョン・ゾーンを加えたサックス・クインテットで録音
- A Short History (2012年、Jazzwerkstatt)[4]
- Rova Channeling Coltrane Electric Ascension (2016年)
- Steve Lacy's Saxophone Special Revisited (2017年、Clean Feed)[5]